# Storm (film, 2005)
Pour les articles homonymes, voir Storm.
Pour plus de détails, voir Fiche technique et Distribution.
Storm (signifiant en anglais « tempête ») est un film suédois réalisé par Måns Mårlind et Björn Stein (sv), sorti en 2005.
Écrit par Måns Mårlind et produit par Karl Fredrik Ulfung (sv), le film met en vedette Joel Kinnaman, Eric Ericson, Eva Röse et Jonas Karlsson,,. Le film a été tourné en langue suédoise en Suède et diffusé le 18 novembre 2005.

## Synopsis
DD (Donny Davidson) est un journaliste trentenaire béat, qui pense qu’il peut gérer tout seul sa vie de dandy à Stockholm sans tenir compte des personnes socialement défavorisées.
La ville de Stockholm est menacée par une tempête, mais Donny s’en moque.
Lova, une jeune rouquine, a volé une boîte en argent au gang d’un « gardien en costume » qui veut récupérer la boite et poursuit Lova. La boite peut donner les réponses des questions éternelles et dangereuses.
Donny est tranquille au fond d’un taxi coincé dans un embouteillage, quand Lova se refugie dans l’habitacle du taxi. Lova donne la boite à Donny avant de lui dire qu’il saura quand l’ouvrir, puis Lova disparait.
Donny et Eva doivent voyager dans le temps pour assurer l'avenir de l'humanité.
En fuite, Donny il rencontre à nouveau sur Lova, qui conduit une voiture et qui l'assomme. Quand Donny reprend conscience, il se retrouve dans une ville déserte où il vivait quand il était enfant.
Dans la maison de ses parents, il trouve une bande dessinée appelée "Storm", dont l'action reflète ses expériences réelles. Cependant, il n’arrive pas à ouvrir la boite. Il se rend à l'appartement de son ancienne amie Hélène, où dans un flashback, il revoit son viole dans le passé.
Dans un autre flashback il se revoit enterrer son jeune frère dans une tombe au cimetière.
Lova est fait prisonnière. DD essaie de sauver Lova, qui souffre de graves brûlures. Il l'emmène à l'hôpital où il parvient enfin à ouvrir le cube.
Les verres brisés lui font souvenir la mort de sa sœur plus grande, extrêmement myope. Il s’en voulait de sa mort parce qu'elle était morte dans un accident après avoir été contraint par un groupe de jeunes à piétiner ses lunettes.
À l'hôpital, Lova parvient à arrêter les méchants. Le gardien en costume se désintègre alors en poussière. En haut d’un immeuble, Lova embrasse DD puis saute dans le vide.

## Fiche technique
- Photographie : Linus Sandgren
- Scénario : Michael Emanuel (sv) et Bob Badway
- Musique : Carl-Michael Herlöfsson (sv)
- Durée : 110 min (1h50min)
- Pays :  Suède
- Genre : Film dramatique, Thriller
- Date de sortie :
  -  Suède : 18 novembre 2005

## Distribution
- Joel Kinnaman : Patron du Bar
- Eric Ericson : DD (Donny Davidson)
- Eva Röse : Lova
- Jonas Karlsson : le gardien en costume
- Lina Englund (sv) : l'assistante
- Peter Engman (sv) : Cabbie, chauffeur de taxi
- Kalle Norrhäll (sv) : Jeppon
- Jacqueline Ramel (sv) : Malin
- Matias Varela : Knugen
- Per Ragnar (sv) : Vakthavande
- Sasha Becker (sv) : Helena
- Adam Lundgren : DD adolescent
- Oscar Akermo (en) : DD enfant
- Christian Rinmad (sv) : Ronny / Christian Hollbrink (Lillebror)
- Niclas Larsson : Ronny enfant
- Victor Ström (sv) : Mormon
- Tine Joustra : Rianne
- Jim Ramel Kjellgren (sv) : Spelare / gamer (as Jim J)
- Katia Winter : serveuse du bar
- Katarina Sandström (sv) : journaliste

## Lieux du tournages
Le film a été tourné à l'automne 2004 à Stockholm, Vänersborg (servant de ville abandonnée), Trollhättan alias Trollywood, Elmia (sv), Kungsbron, Kungsgatan (sv) et Uddevalla en Suède.

## Récompenses et distinctions
Le film a remporté le Guldbagge en 2006 pour la meilleure cinématographie, le Linus Sandgren et le prix du public du Festival international du film de Stockholm en 2005. Il a également obtenu le Corbeau d'argent à Bruxelles (Belgique) et le Méliès d’argent au Festival du film fantastique d'Amsterdam (2006, Hollande).